# Fényszennyezés

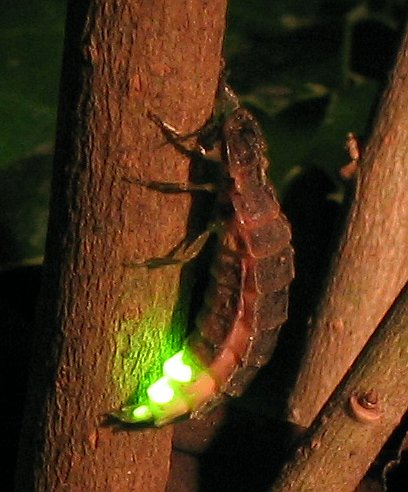
A nagy szentjánosbogár nőstényének természetes fénye alulmarad a lámpafénnyel szemben, a hímek a lámpákat választják

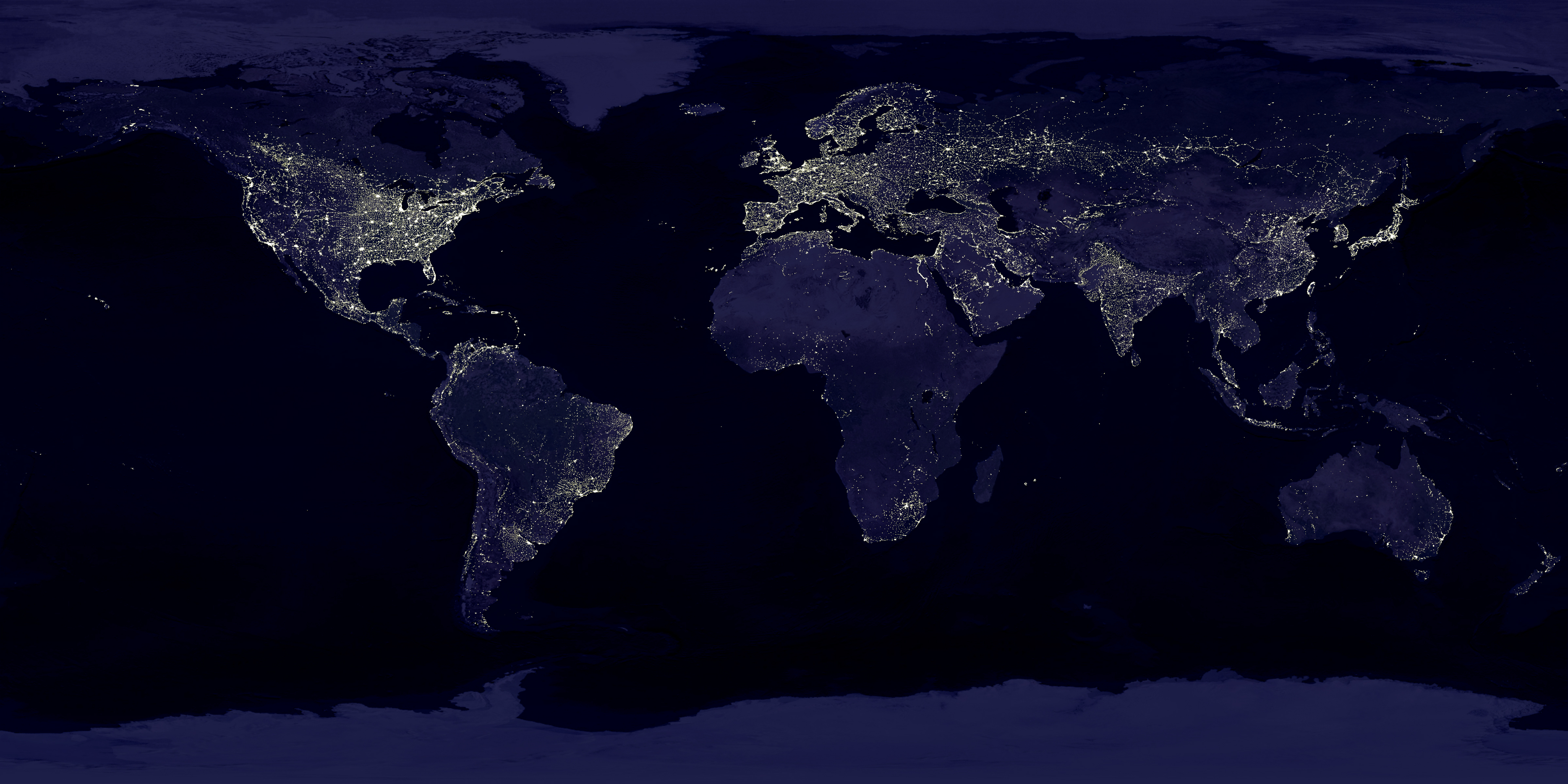
Az emberiség fényei a Földön

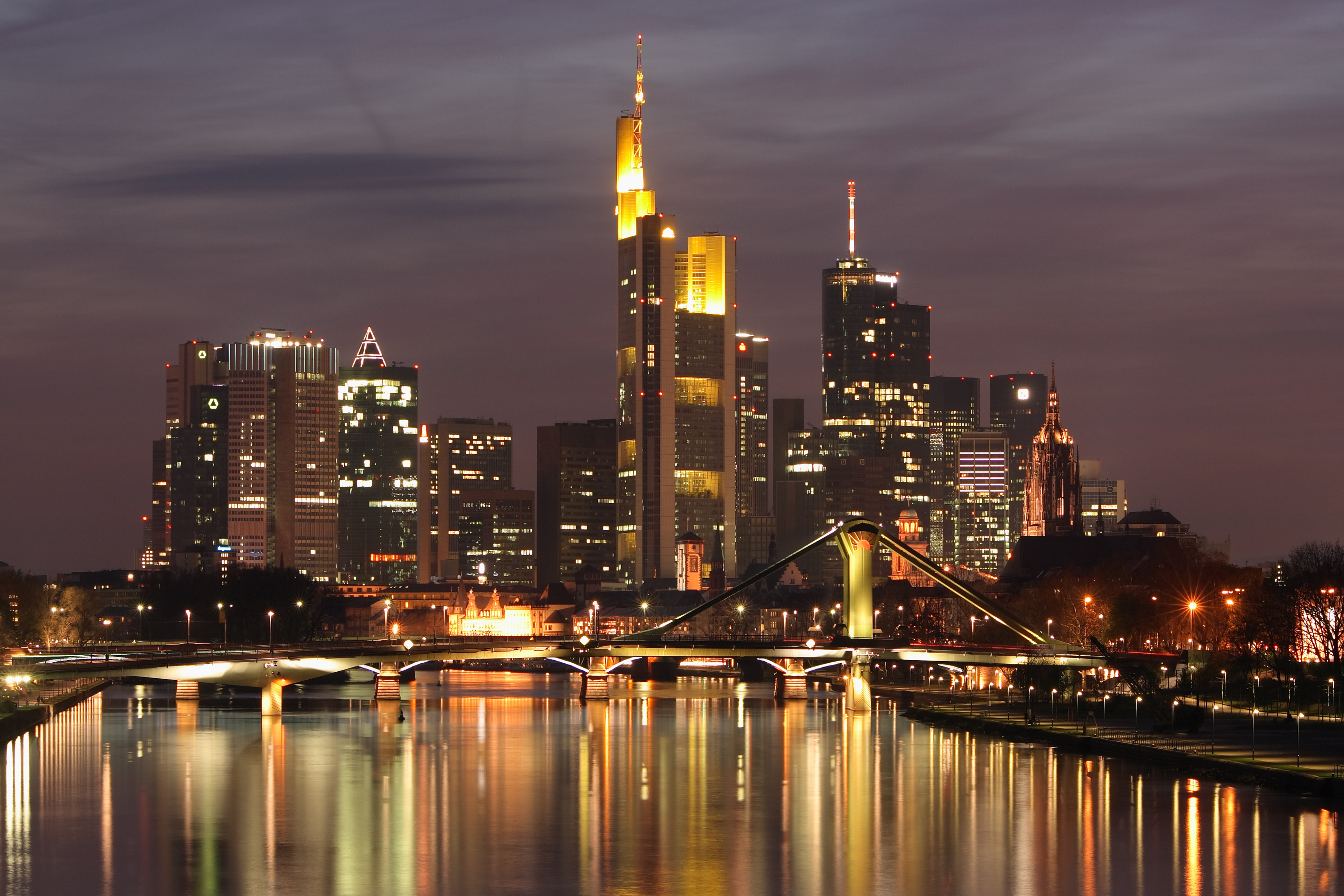
Fényár Frankfurtban

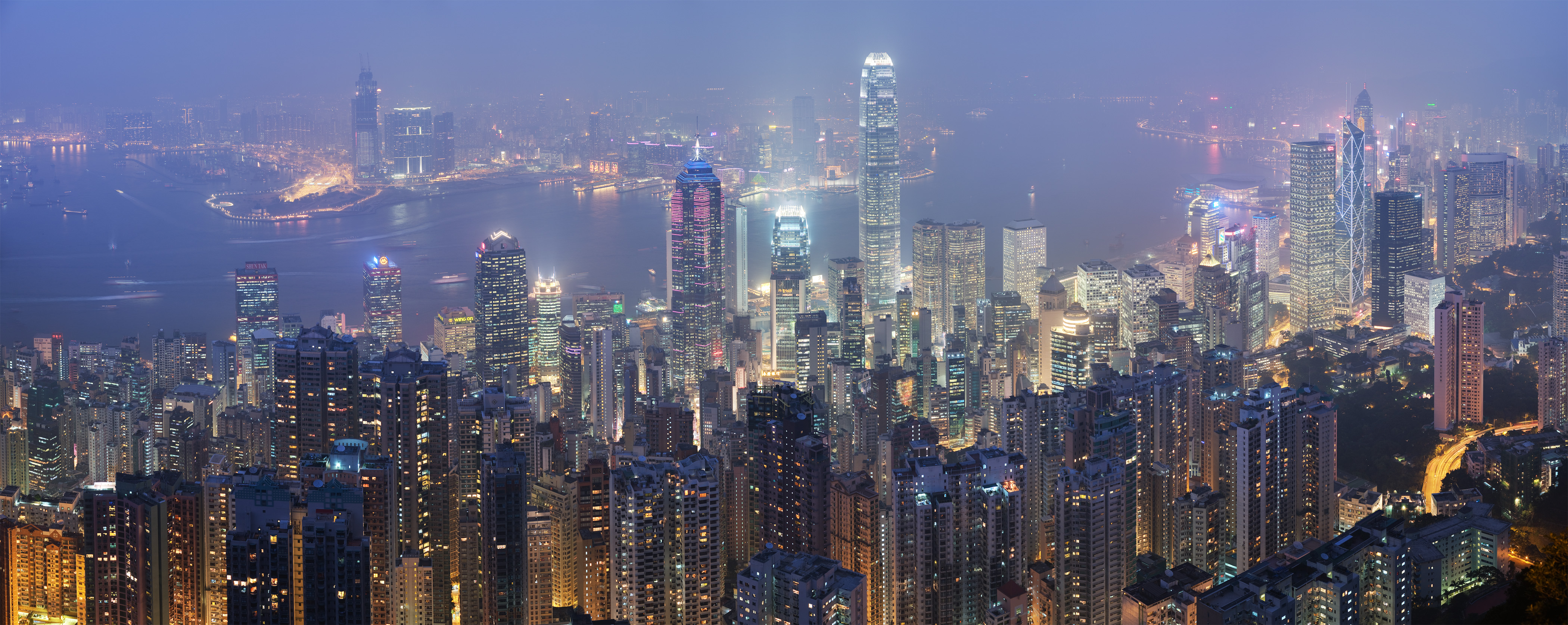
Fényár Hongkongban

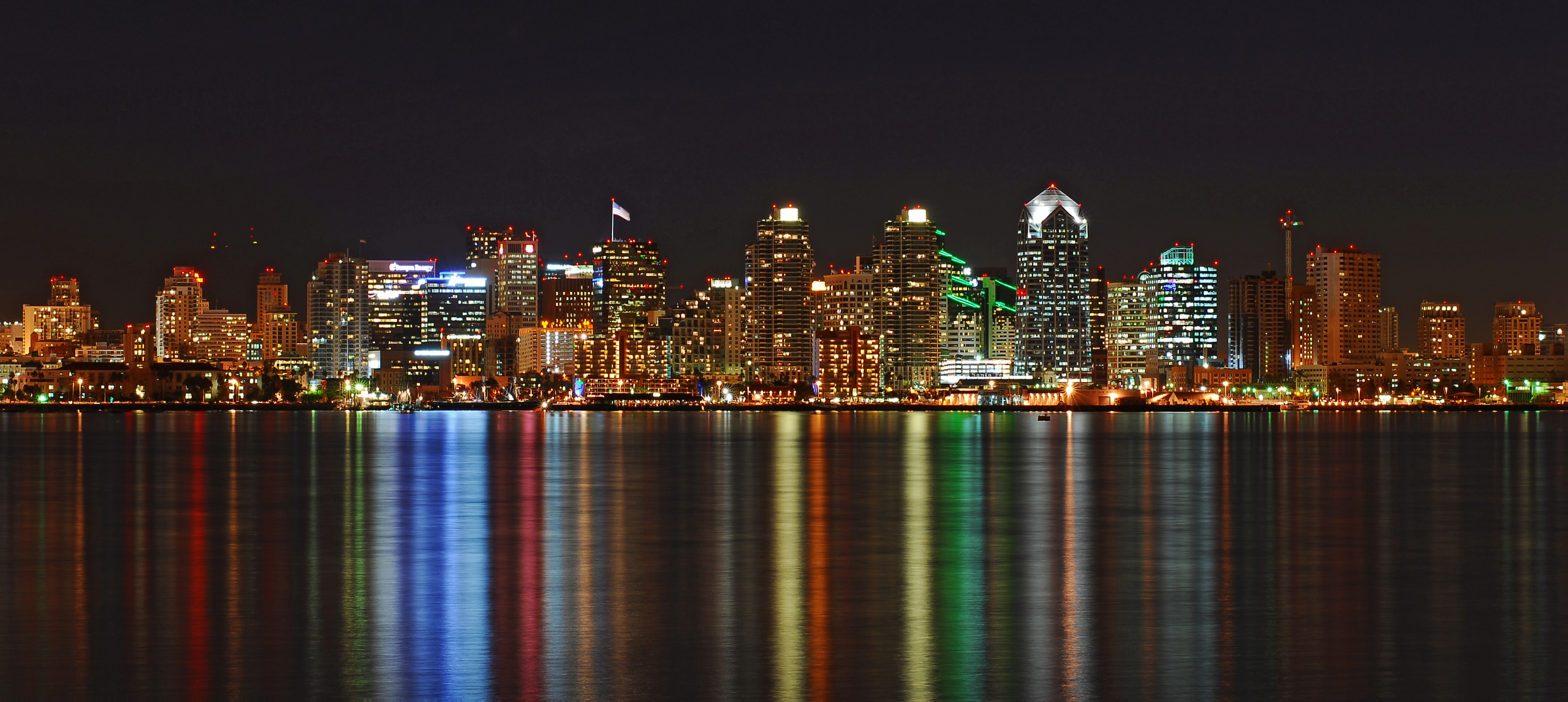
Fényár San Diegóban

A fényszennyezés az esti égbolt mesterséges fényforrásokkal történő fölösleges, energiapazarló és környezetkárosító megvilágítása.
Az emberi és a technikai civilizáció gyors fejlődése oda vezetett, hogy annak a fénynek a mennyisége, amit a városok pazarló világítása jelent, közvetlen környezetkárosító tényezővé vált.
Az ökológiai szempontokat figyelmen kívül hagyó, hatalmas mennyiségben elhelyezett világítótestek nagyon gyors terjedése maga után vonta a lakott területeken élő emberek és a várostól távoli természeti környezet fényterhelésének rohamos emelkedését. Az állandósuló fényszennyezés egészségügyi, közlekedésbiztonsági, ökológiai és tájvédelemi szempontból is kockázatot jelent, miután megvalósul az ember és a Föld élővilágának állandó zavarása, ami hatalmas energiapazarlással és közvetett módon környezetszennyezéssel is jár.

## Ökológiai hatások
A biolumineszcencia (biológiai rendszerben létrejövő kemilumineszcencia) folyamatában luciferin szubsztráton és luciferáz enzimeken kívül magnézium-ionokra, az aktiválási energiához adenozin-trifoszfátra (ATP) és oxigénre van szükség. A folyamat során a luciferin gerjesztődik, majd a többletenergiát fény formájában adja le. Eközben hő egyáltalán nem keletkezik, a 100% hatásfokú reakció eredménye a hideg fény.
Egy ilyen fényjelenséget mutató legismertebb élőlény, a nagy szentjánosbogár (Lampyris noctiluca) populációja mára rendkívüli módon megfogyatkozott a megnövekedett fényszennyezés miatt. A nőstény fényjelzései óriási jelentőséggel bírnak a szaporodás lebonyolításában, azonban a fényszennyezés következtében a bogarak összezavarodnak, nem találják meg egymást, így a szaporodási kísérlet kudarcba fullad. Nemegyszer jegyeztek fel olyan eseteket szentjánosbogár hímekről, hogy a világító nőstények helyett egy jóval erősebb intenzitású éjszakai kerti lámpára szálltak, és azzal próbáltak párzani.
A különböző állatfajok számára a környezet fényviszonyai rendkívül sokrétű segítséget nyújtanak a tájékozódásban. A fényerősség például alapvetően meghatározza az állatok viselkedését, döntéseit, akár a vándorlás irányát, akár a táplálékforrás vagy a szaporodóterület helyét kell megtalálniuk. Ha ezek az információk, üzenetek a természetesnél erősebbek, akkor (szupernormális ingerként) az állatokban a normálisnál fokozottabb válaszreakciót váltanak ki, és csapdába csalhatják őket.
A fény ökológiai hatásait vizsgálva a kutatók arra a felismerésre jutottak, hogy a fénynek nem csupán erőssége, de polarizációja is rendkívül fontos tényező az élőlények életében. Az ELTE munkatársai amerikai kollégájukkal együttműködve elsőként írták le, hogy a különböző mesterséges felületekről visszaverődő, az emberi szem számára kevésbé érzékelhető, úgynevezett lineárisan poláros fény megtévesztő információkkal szolgál számtalan állatfaj számára. A poláros fényszennyezés (angolul: polarised light pollution) nem csak térbeli, hanem időbeli előfordulásában is eltér a hagyományos ökológiai fényszennyezéstől (ecological light pollution): míg az utóbbi csak éjszaka, az előbbi a nap bármely szakában előfordulhat.
A természetben a vízszintesen poláros fény elsődleges forrása a vízfelszín. Amikor valamely felületről ennél erősebben poláros fény verődik vissza vízszintes rezgéssíkkal - ilyen például a kőolajtavak felszíne - akkor az odavonzza a vízirovarokat. Az ilyen, úgynevezett polarizációs ökológiai csapdák helyszínét rövid időn belül vízirovar-tetemek százai-ezrei borítják. Vízszintesen poláros fényt verhetnek vissza az aszfaltutak, sötét színű gépkocsik, ablakok és egyéb sötét üvegfelületek, fekete műanyagfóliák, de még a fekete sírkövek is. Az utóbbiak például ezért vonzzák a szitakötőket.
A Frontiers in Ecology and the Environment folyóiratban 2009 januárjában publikált tanulmány magyar szerzői, az ELTE szakemberei az elmúlt években több mint 300 rovarfajról mutatták ki, hogy tájékozódásukban a poláros fény az elsődleges segítőjük.
„A vízirovarok közül számos kérész-, szitakötő-, álkérész-, tegzes-, vízipoloska- és vízibogárfajról, a kétszárnyúakon belül pedig több bögölyfaj esetében igazoltuk a vízszintesen poláros fény vonzó hatását, az úgynevezett pozitív polarotaxis meglétét. Vannak olyan eredmények is, amelyek szárazföldi rovarok esetében is kimutatták a poláros fényhez való vonzódást, ezért a poláros fényszennyezés hatása valószínűleg még nagyobb, mint ahogy azt eddig sejtettük” - mondta az egyik kutató, Horváth Gábor.[forrás?]

## Csillagászati hatások
A fényszennyezés hatására az égen lévő csillagokat is nehezebben látjuk, mint természetes sötétségben.

## A fényszennyezés hatásainak kutatása Magyarországon
A ELTE-n 2000 óta tart a poláros fényszennyezés hatásainak kutatása. Holán Gábor, a Biológiai Fizika Tanszék Biooptika Laboratóriumának vezetője és biofizikus doktoranduszai képalkotó polarimetriával mérik a természetes és mesterséges fénypolarizációs mintázatokat. Kriska György biológussal együtt terepkísérletekben azt is vizsgálják, hogy milyen káros hatásai vannak e mintázatoknak a polarizációérzékeny vízirovarokra. Kutatási eredményeik összegzéseként Bruce Robertsonnal együtt elsőként írták le a poláros fényszennyezés jelenségét.

## Fényszennyezés és jog
Számos országban szabályozzák az esti és az éjszakai fényhasználatot annak érdekében, hogy minél kevesebb szennyezés érje a környezetet. A jogalkotók számára az arizonai Tucson város szabályozása modellértékű. A környezet és a csillagászati kutatások védelmén túl egyes országokban a közlekedés biztonsága érdekében is korlátozásokat vezettek be (pásztázó diszkófények, közlekedési lámpák közelében felállított reklámok stb.).
A magyar jog az ún. szomszédjogi szabályok alapján nyújt védelmet. E szabályok a polgári törvénykönyvben találhatók meg. A Ptk. 5:23. §-a kimondja: „A tulajdonos a dolog használata során köteles tartózkodni minden olyan magatartástól, amellyel másokat, különösen a szomszédokat szükségtelenül zavarná, vagy amellyel jogaik gyakorlását veszélyeztetné.”. A fényszennyezéssel történő zavarás tehát birtokháborítás, hasonlóan a zajjal, szaggal stb. történő zavaráshoz.
Magyarországon először Dág község önkormányzata alkotott a fényszennyezés megakadályozására irányuló rendeletet.